# 1963年全仏選手権 (テニス)
1963年 全仏選手権（1963ねんぜんふつせんしゅけん、Internationaux de France de Roland-Garros 1963）に関する記事。フランス・パリにある「スタッド・ローラン・ギャロス」にて開催。

## 大会の流れ
- 男子シングルスは「102名」の選手による7回戦制で行われた。シード選手は16名で、8名のシード選手を含む26名に「1回戦不戦勝」（抽選表では“Bye”と表示）があった。2回戦から登場したシード選手が初戦敗退の場合は「2回戦＝初戦」と表記する。
- 女子シングルスは「79名」の選手による7回戦制で行われた。15名の選手を絞り落とすため、1回戦として15試合を実施し、他の49名は2回戦から登場した。シード選手は16名であったが、第6シード・第11シード・第12シードの3名は1回戦から出場した。他のシード選手が初戦敗退の場合は「2回戦＝初戦」と表記する。

## シード選手

### 男子シングルス
1. ロイ・エマーソン　（初優勝）
2. マニュエル・サンタナ　（ベスト4）
3. ピエール・ダーモン　（準優勝）
4. ケン・フレッチャー　（ベスト8）
5. ヤン＝エリック・ルンドクイスト　（2回戦＝初戦）
6. ボブ・ヒューイット　（4回戦）
7. ラマナサン・クリシュナン　（2回戦＝初戦）
8. ビリー・ナイト　（4回戦）
9. ニコラ・ピエトランジェリ　（ベスト8）
10. マーティン・マリガン　（3回戦）
11. トニー・ローチ　（1回戦）
12. フレッド・ストール　（2回戦）
13. ウィルヘルム・ブンゲルト　（2回戦）
14. ニコラ・ピリッチ　（3回戦）
15. イシュトヴァン・グヤーシュ　（3回戦）
16. クリスティアン・クーンケ　（4回戦）

### 女子シングルス
1. マーガレット・スミス　（ベスト8）
2. レスリー・ターナー　（初優勝）
3. ダーリーン・ハード　（2回戦＝初戦）
4. ジャン・レヘイン　（ベスト8）
5. アン・ヘイドン＝ジョーンズ　（準優勝）
6. ヘザー・セガル　（4回戦）
7. レネ・シュールマン　（3回戦）
8. ベラ・スコバ　（ベスト4）
9. フランソワーズ・デュール　（4回戦）
10. ジル・ブラックマン　（ベスト8）
11. クリスティン・トルーマン　（ベスト4）
12. メアリー・ハビクト　（4回戦）
13. エリザベス・スターキー　（3回戦）
14. ロビン・エバーン　（ベスト8）
15. リタ・ベントリー　（3回戦）
16. シルバナ・ラザリーノ　（2回戦＝初戦）

## 大会経過

### 男子シングルス
準々決勝
- ロイ・エマーソン vs.  ニコラ・ピエトランジェリ　6-8, 4-6, 6-1, 6-3, 6-4
- マイケル・サングスター vs.  ケン・フレッチャー　8-6, 6-3, 6-8, 6-3
- ピエール・ダーモン vs.  ロバート・ウィルソン　6-3, 6-4, 6-3
- マニュエル・サンタナ vs.  ジャン・クロード・バークレー　1-6, 6-2, 6-0, 2-6, 6-3

準決勝
- ロイ・エマーソン vs.  マイケル・サングスター　8-6, 6-3, 6-4
- ピエール・ダーモン vs.  マニュエル・サンタナ　6-3, 4-6, 2-6, 9-7, 6-2

### 女子シングルス
準々決勝
- ベラ・スコバ vs.  マーガレット・スミス　6-3, 8-6
- アン・ヘイドン＝ジョーンズ vs.  ジャン・レヘイン　6-0, 6-0
- クリスティン・トルーマン vs.  ロビン・エバーン　6-0, 6-2
- レスリー・ターナー vs.  ジル・ブラックマン　6-4, 6-4

準決勝
- アン・ヘイドン＝ジョーンズ vs.  ベラ・スコバ　6-0, 6-1
- レスリー・ターナー vs.  クリスティン・トルーマン　11-9, 6-2

## 決勝戦の結果
- 男子シングルス： ロイ・エマーソン vs.  ピエール・ダーモン　3-6, 6-1, 6-4, 6-4
- 女子シングルス： レスリー・ターナー vs.  アン・ヘイドン＝ジョーンズ　2-6, 6-3, 7-5
- 男子ダブルス： ロイ・エマーソン＆ マニュエル・サンタナ vs.  ゴードン・フォーブズ＆ エーブ・セガル　6-2, 6-4, 6-4
- 女子ダブルス： アン・ヘイドン＝ジョーンズ＆ レネ・シュールマン vs.  マーガレット・スミス＆ ロビン・エバーン　7-5, 6-4
- 混合ダブルス： ケン・フレッチャー＆ マーガレット・スミス vs.  フレッド・ストール＆ レスリー・ターナー　6-1, 6-2